# Nils Christian Stenseth

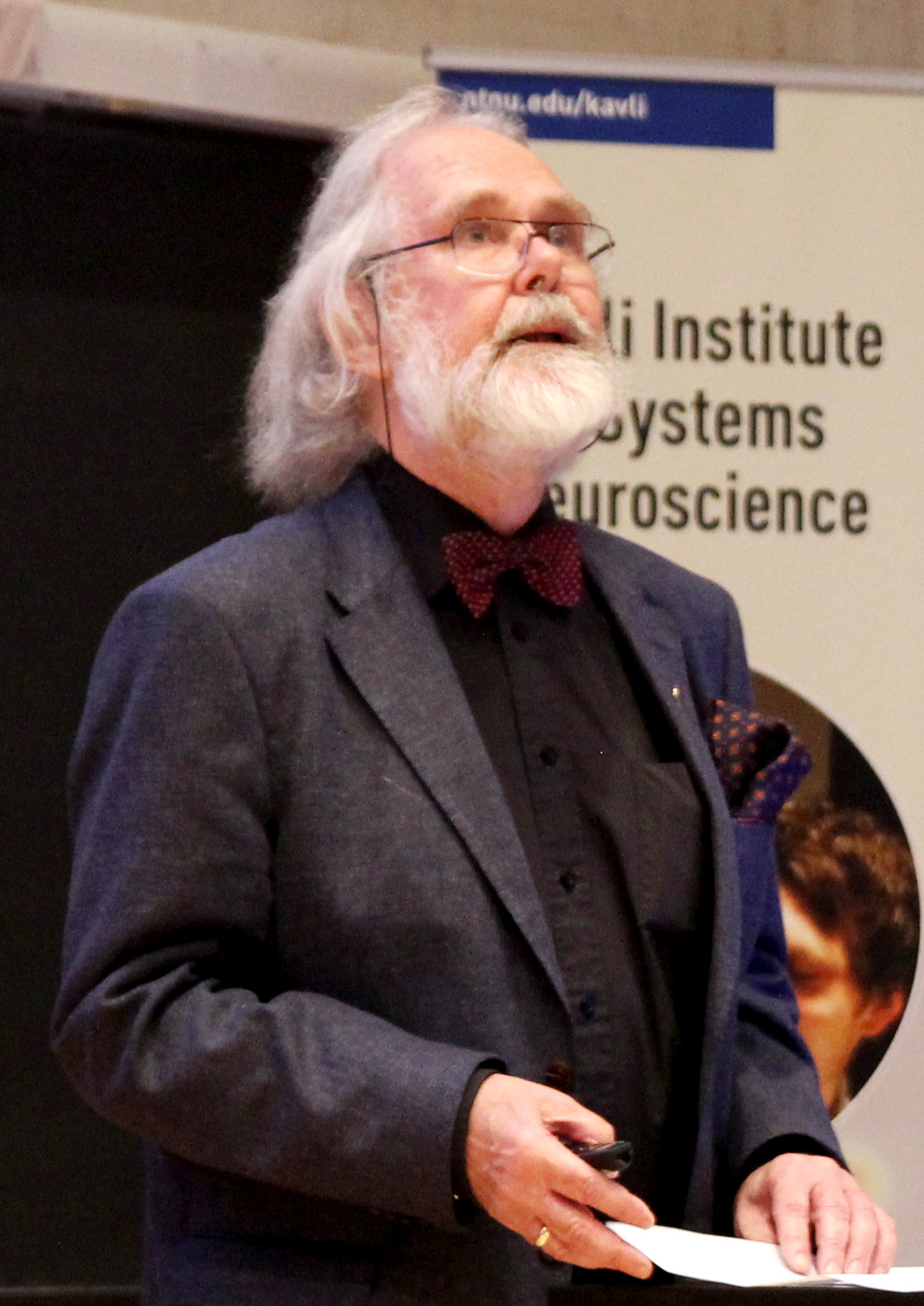
Nils Christian Stenseth

Nils Christian Stenseth (* 29. Juli 1949 in Fredrikstad, Norwegen) ist ein norwegischer Biologe mit dem Schwerpunkt Ökologie und Evolution. Er ist der Direktor des Zentrums für ökologische und evolutionäre Synthese (CEES) an der Universität Oslo. Außerdem ist er leitender Wissenschaftler am norwegischen Institut für Meeresforschung in Norwegen.

## Werdegang
Stenseth schloss sein erstes Studium 1972 an der Universität Oslo mit den Schwerpunkten Biologie, Zoologie und Mathematik ab. Danach promovierte er an derselben Universität, wo er unter anderem bei John Maynard Smith an der University of Sussex studierte und noch immer hauptsächlich an den theoretischen Aspekten der Evolution und Ökologie arbeitete. Zu den wichtigsten Veröffentlichungen aus dieser Zeit gehört seine Arbeit über die Red-Queen-Hypothese (Van Valen, 1973; Stenseth, 1979; Stenseth und Maynard-Smith, 1984) sowie seine Arbeit über die Populationszyklen des Berglemmings. 1978 wurde er zum Dr. philos. ernannt und 1980 zum Professor für Populationsökologie und Zoologie an der Universität Oslo ernannt. Später wandte er sich mehr empirischen Untersuchungen zu. Er wurde Vorsitzender des Zentrums für ökologische und evolutionäre Synthese (CEES).
Von 2009 bis 2014 war er Vizepräsident/Präsident der Norwegischen Akademie der Wissenschaften. Außerdem ist er Gastwissenschaftler der Chinesischen Akademie der Wissenschaften, Mitglied der Königlich Norwegischen Gesellschaft der Wissenschaften, der französischen Académie des sciences, der Academia Europaea (2005), der Russischen Akademie der Wissenschaften, der National Academy of Sciences, der Royal Society of Canada, der American Academy of Arts and Sciences (2023) und der European Molecular Biology Organization (2023). 2001 wurde er zum Ehrendoktor der Universität Antwerpen ernannt.
Im Jahr 2019 wurde ihm der ECI-Preis des International Ecology Institute verliehen. Im Jahr 2020 wurde er mit dem chinesischen Preis für internationale Wissenschafts- und Technologiezusammenarbeit ausgezeichnet.

## Veröffentlichungen
- Where Have All the Species Gone – Nature of Extinction and the Red Queen Hypothesis. Oikos 33(2), 1979, S. 196–227
- mit J. M. Smith: Coevolution in Ecosystems – Red Queen Evolution or Stasis. Evolution 38(4), 1984, S. 870–880